# Jean-Luc Bilodeau
Jean-Luc Bilodeau (* 4. listopadu 1990 Vancouver, Britská Kolumbie, Kanada) je kanadský herec. Jeho nejznámější rolí je Josh Trager v seriálu Kyle XY (2006–2009). Od roku 2012 do roku 2017 hrál v sitcomu televize ABC Tři kluci a nemluvně a během let 2019–2020 v sitcomu Carol's Second Act.

## Životopis
Jean-Luc je synem Raymonda a Barbary Bilodeau. Má sestru Danielle, která pracuje jako talentová agentka ve Vancouveru. Než začal s herectvím, věnoval se devět let tanci, jehož zanechal kvůli hereckému vytížení.

## Kariéra
Nejvíce se proslavil rolí Joshe Tragera v seriálu televize ABC Family Kyle XY. Dále se objevil po boku Debby Ryanové v původním televizním filmu Disney Channel 16 přání. Po boku Jennette McCurdyové a Jerryho Trainora se objevil v původním filmu stanice Nickelodeon Nejlepší hráč (2011). V roce 2012 se objevil v americké verzi filmu LOL s Miley Cyrusovou. V témže roce získal hlavní roli v seriálu stanice ABC Family (později Freeform) Tři kluci a nemluvně. V šesti řadách hrál hlavní roli Bena, jemuž přenechala bývalá přítelkyně na prahu dveří tříměsíční dcerku. Od roku 2019 hraje hlavní roli Daniela Kutchera v seriálu Carol's Second Act.

## Filmografie

### Film
| Rok  | Název           | Role           | Poznámky |
| ---- | --------------- | -------------- | -------- |
| 2004 | III Fated       | Mladý Bobby    |          |
| 2007 | Haloweenská noc | Schrader       |          |
| 2012 | LOL             | Jeremy         |          |
| 2012 | Piraňa 3DD      | Josh           |          |
| 2012 | Love Me         | Harry Townsend |          |
| 2015 | All in Time     | Clark          |          |
| 2017 | Axis            | Barry (hlas)   |          |

### Televize
| Rok       | Název                                      | Role                   | Poznámka |
| --------- | ------------------------------------------ | ---------------------- | --- |
| 2006–2009 | Kyle XY                                    | Josh Trager            | hlavní role, 43 dílů                                                                                              |
| 2008      | Lovci duchů                                | Justin                 | díl: „Pekelný Halloween“                                                                                          |
| 2009      | The Troop                                  | Lance Donovan          | díl: „Tentacle Face“                                                                                              |
| 2009      | Spectacular!                               | Kluk z vedlejšího týmu | TV film (Nickelodeon)                                                                                             |
| 2010      | 16 přání                                   | Jay Kepler             | TV film (Disney Channel)                                                                                          |
| 2010      | Strange Brew                               | Michael                | pilotní epizody                                                                                                   |
| 2010      | No Ordinary Family                         | Bret Martin            | díly: „No Ordinary Mobster“ a „No Ordinary Accident“                                                              |
| 2011      | Nejlepší hráč                              | Ash                    | TV film (Nickelodeon)                                                                                             |
| 2011      | R.L. Stine's the Haunting Hour: The Series | Eric                   | díly: „Scary Movie: Part 1“ a „Scary Movie: Part 2“                                                               |
| 2012–2017 | Tři kluci a nemluvně                       | Ben Wheeler            | hlavní role, 100 dílů nominace – Teen Choice Award v kategorii Nejlepší letní televizní hvězda – muž (2012, 2013) |
| 2013      | Hey Tucker!                                | Sám sebe               | díl: „New Talk Show“                                                                                              |
| 2014      | Expecting Amish                            | Samuel                 | TV film (Lifetime)                                                                                                |
| 2015      | Jak přežít rozvod                          | Adam                   | díl: „Rule #8: Timing Is Everything“                                                                              |
| 2016      | Casa Vita                                  | Early Lindstrom        | TV film |
| 2019–2020 | Carol's Second Act                         | Daniel Kutcher         | hlavní role, 18 dílů                                                                                              |